# Wombat
Pour le groupe de musique, voir The Wombats.
Famille
Synonymes
- Phascolomyidae Goldfuss, 1820[2]
- Phascolomyidae[3]

Les wombats (Vombatidae) forment une famille de mammifères marsupiaux fouisseurs, jadis appelés phascolomes. Ils vivent dans les forêts montagneuses d’Australie, où ils creusent de vastes terriers. Les wombats sont longs d'environ 1 m et pèsent entre 15 et 40 kg, mais des espèces bien plus grandes et lourdes, comme le Diprotodon (2,5 t), ont existé dans le passé.
Il existe trois espèces : le wombat commun, le wombat à nez poilu du Nord et le wombat à nez poilu du Sud,.

## Description
Les wombats, selon leur nom aborigène, ressemblent à de petits oursons bruns, à courtes pattes, à grosse tête, mesurant environ 1,20 m de long sur 70 cm de hauteur. La couleur du pelage des wombats peut être beige, brune, noire ou grise.
Comme tous les marsupiaux, ils possèdent une poche ventrale, qui ne comporte chez le wombat qu'une seule paire de mamelles. Sa poche s'ouvre vers l'arrière, de sorte que la terre n'y pénètre pas lorsqu'il creuse.
Le wombat est doté d'un « bouclier » : plaque cartilagineuse très dure située sous la peau de son arrière-train. Lorsqu'un prédateur le poursuit, il peut boucher l'entrée de son terrier avec ce bouclier avant de contre-attaquer par de violentes ruades de ses fortes pattes postérieures,.
La formule dentaire des Vombatidae est la suivante : 1.0.1.41.0.1.4 (dans l'ordre incisives, canines, prémolaires et molaires).

## Écologie et comportement

### Alimentation

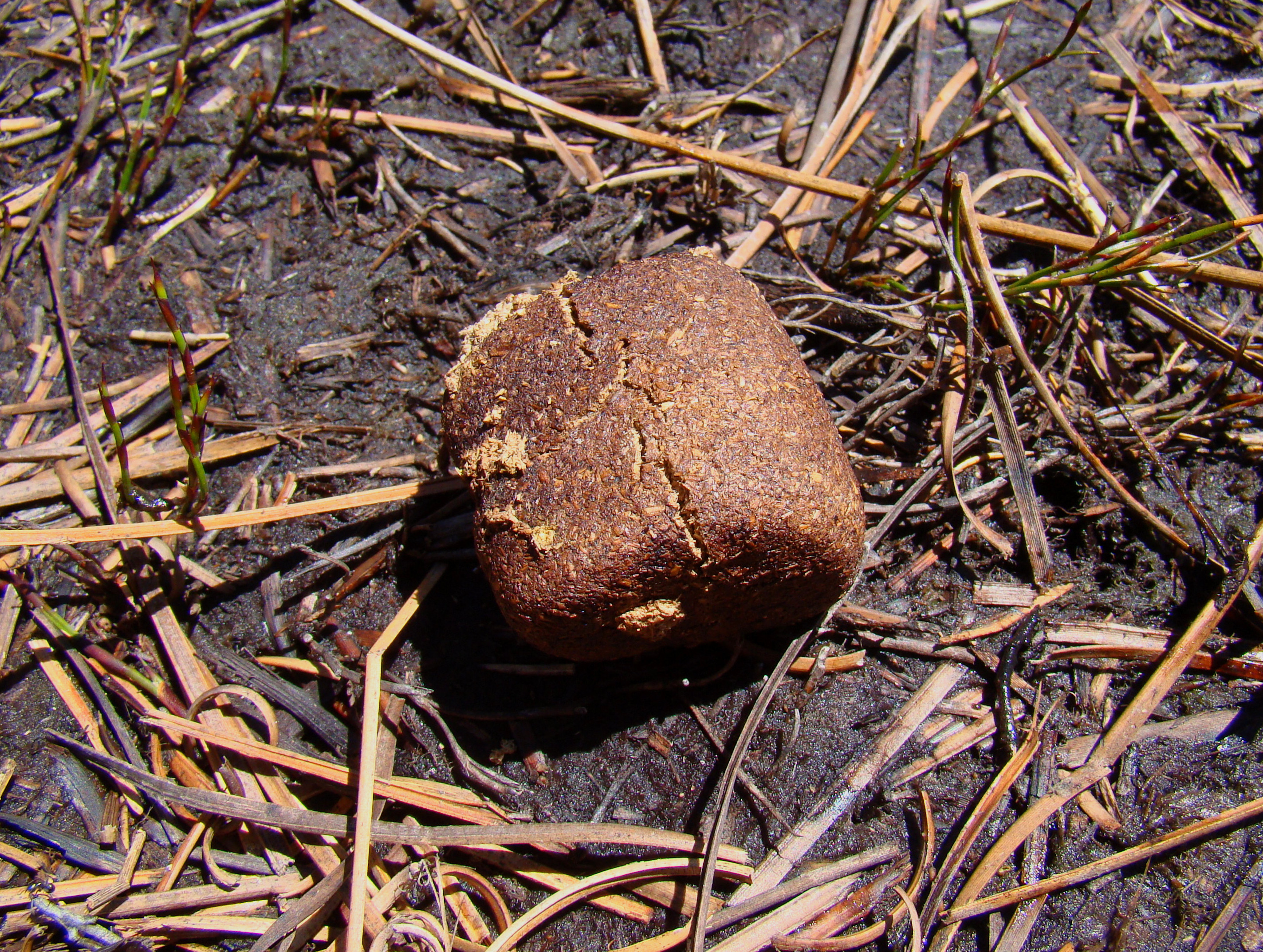
Une crotte de Wombat commun (Vombatus ursinus).

Le wombat est herbivore, se nourrissant d’herbe, de racines, de champignons et d’écorces d’arbres. Ses dents ont une croissance continue, contrairement aux autres marsupiaux. Il a un métabolisme lent, la digestion complète de sa nourriture s'effectuant en deux semaines, ce qui l'aide à survivre dans les environnements arides.
Le wombat produit des crottes de forme plus ou moins cubique, qu'il empile pour marquer son territoire. Le 18 novembre 2018, lors de la 71e assemblée annuelle de la division de la dynamique des fluides de la Société américaine de physique, Patricia Yang (qui avait reçu un Prix Ig-Nobel en 2015 pour avoir démontré que la durée de la miction ne varie pas avec la taille corporelle) dévoile que l'intestin du wombat n'est pas uniformément élastique mais comporte des sections moins souples, plus serrées dans sa dernière section, où les selles liquides sont transformées en « cubes » solides de 4 cm de long. Elle déclare : « Nous avons trouvé que la pression des parois intestinales varie de 20 % au niveau des coins du cube à 75 % sur ses arêtes ». Les parois intestinales exerçant des contraintes physiques différentes selon les endroits permet ainsi au wombat de produire de si caractéristiques fèces, plus faciles à empiler que des crottes rondes,,.
Cette particularité n'avait pas été détectée auparavant, car les wombats n'avaient jusqu'alors été étudiés qu'en captivité, et ils ne présentent ce comportement qu'en liberté.

### Reproduction
Le wombat est un animal plutôt solitaire et ne se sociabilise que pendant la période de reproduction afin de trouver un ou une partenaire. La femelle a une gestation de 20–30 jours, et ne donnera naissance qu'à un petit, ou dans de très rares cas à deux. À la naissance, le bébé wombat, appelé « joey », ne mesure que trois centimètres et ne pèse qu'environ deux grammes. Il restera de 5 à 9 mois dans la poche de sa mère avant de s'ouvrir au monde extérieur. Durant cette période, il se nourrit uniquement du lait de sa mère. Le jeune est sevré au bout de 15 mois, et sexuellement mature à l'âge de 18 mois. Généralement, les femelles restent plus de temps avec leur mère que les mâles.

### Comportement
Les wombats occupent des territoires centrés sur leurs terriers et qu'ils défendent contre les intrus.

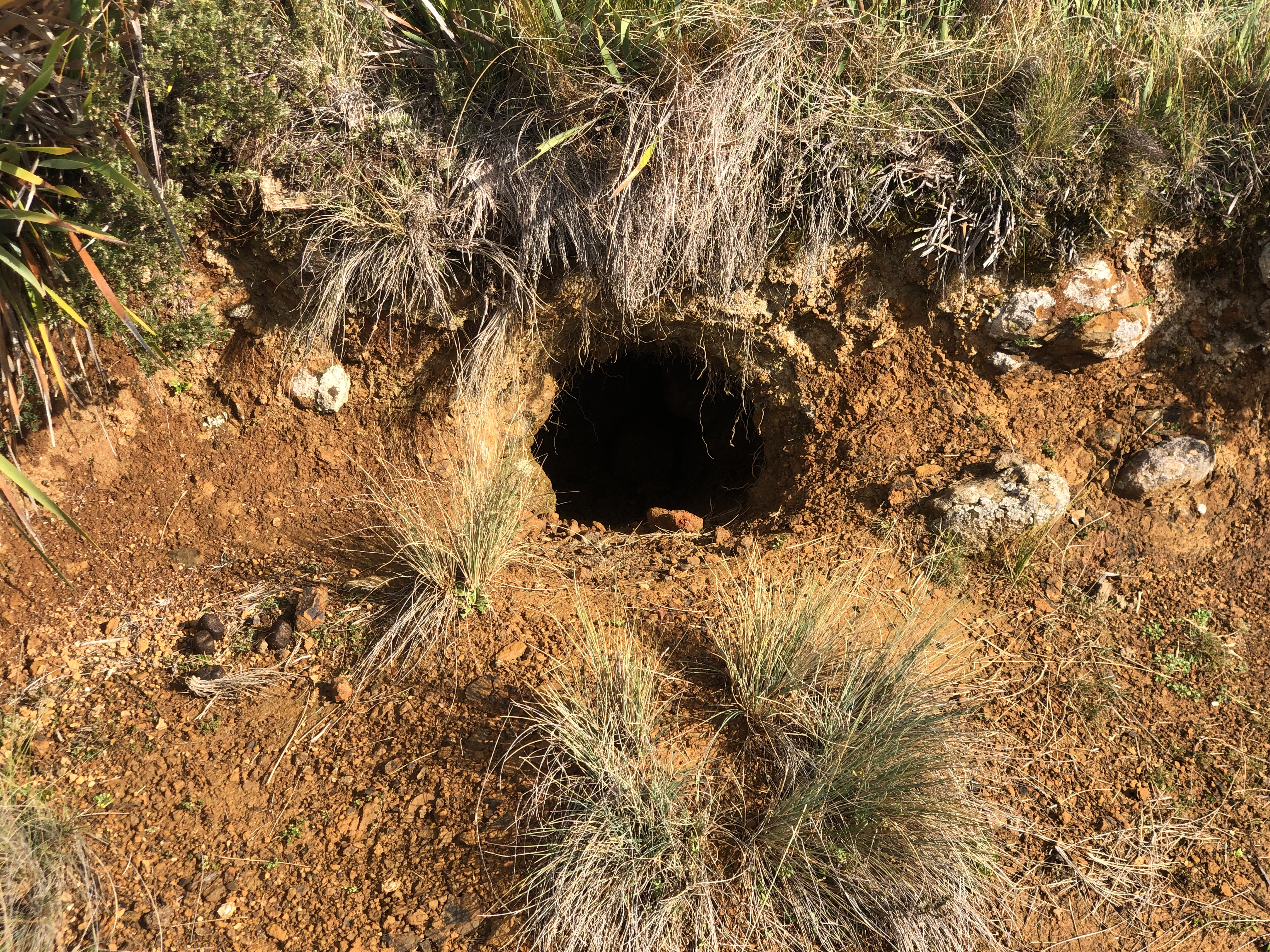
Terrier de wombat. Photo Anna Hackett

Chez le wombat commun, ce territoire peut couvrir jusqu'à 23 hectares, quand il ne fait que 4 hectares chez les deux autres espèces. Menacé, il peut atteindre la vitesse de 40 km/h et la maintenir pendant 90 secondes.

## Répartition
Les wombats communs vivent dans le sud-est de l'Australie et en Tasmanie.
Les wombats à nez poilu du Nord vivent du côté du Queensland.
Les wombats à nez poilu du Sud vivent en Australie méridionale.
Cependant leur habitat naturel est gravement menacé par l'urbanisation.

## Liste des genres
La famille des Vombatidae comprend deux genres actuels, mais d'autres, fossiles, ont été décrits :
Selon BioLib (8 mai 2019), Catalogue of Life (8 mai 2019), ITIS (8 mai 2019), Mammal Species of the World (version 3, 2005)  (8 mai 2019), NCBI (8 mai 2019)
- genre Lasiorhinus Gray, 1863
- genre Vombatus É. Geoffroy Saint-Hilaire, 1803

Selon Paleobiology Database (8 mai 2019) :
- genre Lasiorhinus
- genre † Nimbavombatus
- genre † Phascolomys
- genre † Phascolonus
- genre † Ramsayia
- genre † Rhizophascolonus
- genre Vombatus
- genre † Warendja

### Liste des espèces actuelles
Selon Mammal Species of the World (version 3, 2005)  (8 mai 2019) :
- genre Lasiorhinus
  - Lasiorhinus krefftii
  - Lasiorhinus latifrons
- genre Vombatus
  - Vombatus ursinus

## Le wombat et l'humain
Le wombat n'est pas farouche et, son endurance à la course étant réduite, il privilégie la défense sur place à la fuite. Sur le bord des routes australiennes, en s'arrêtant, on peut parfois en approcher certains. Toutefois, leur absence de peur peut les conduire à des actes d'agression s'ils se sentent menacés, ou même simplement s'ils sont de mauvaise humeur. Leur poids leur permet de faire tomber un humain de corpulence moyenne et leur mâchoire puissante peut entraîner de graves blessures : le naturaliste Harry Frauca a été mordu à une profondeur de 2 cm à la jambe à travers une botte en caoutchouc, une jambe de pantalon et une chaussette de laine épaisse.
On en trouve dans de nombreux parcs, zoos et autres sites touristiques de toute l'Australie où ils sont très populaires. Il existe même des exemples de domestication : s'ils sont bien cajolés et caressés, les wombats deviennent conviviaux, cependant en prenant de l'âge, ils ont tendance à devenir grognons.
Autrefois chassés par les Aborigènes d'Australie pour l'alimentation, puis par les colons blancs pour leur épaisse fourrure, les wombats sont toujours chassés par certains fermiers, mais ce sont surtout les véhicules qui en tuent chaque jour des dizaines sur le bord des routes. Par ailleurs, les troupeaux de moutons et de bovins appauvrissent l'alimentation des wombats.
Des réserves visant à les protéger ont été créées.
Un astéroïde, (6827) Wombat, a été nommé en référence à ces animaux.
Un groupe de musique britannique, The Wombats se nomme ainsi en hommage à ces marsupiaux.

## Galerie

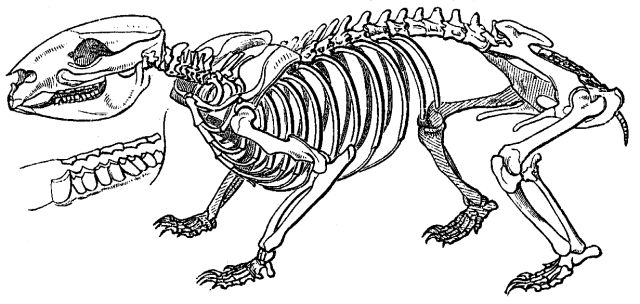
Squelette.
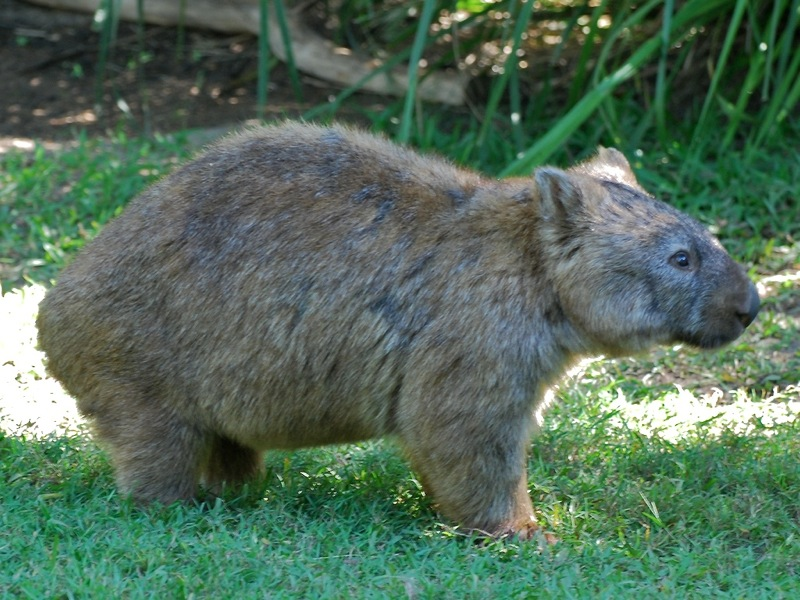
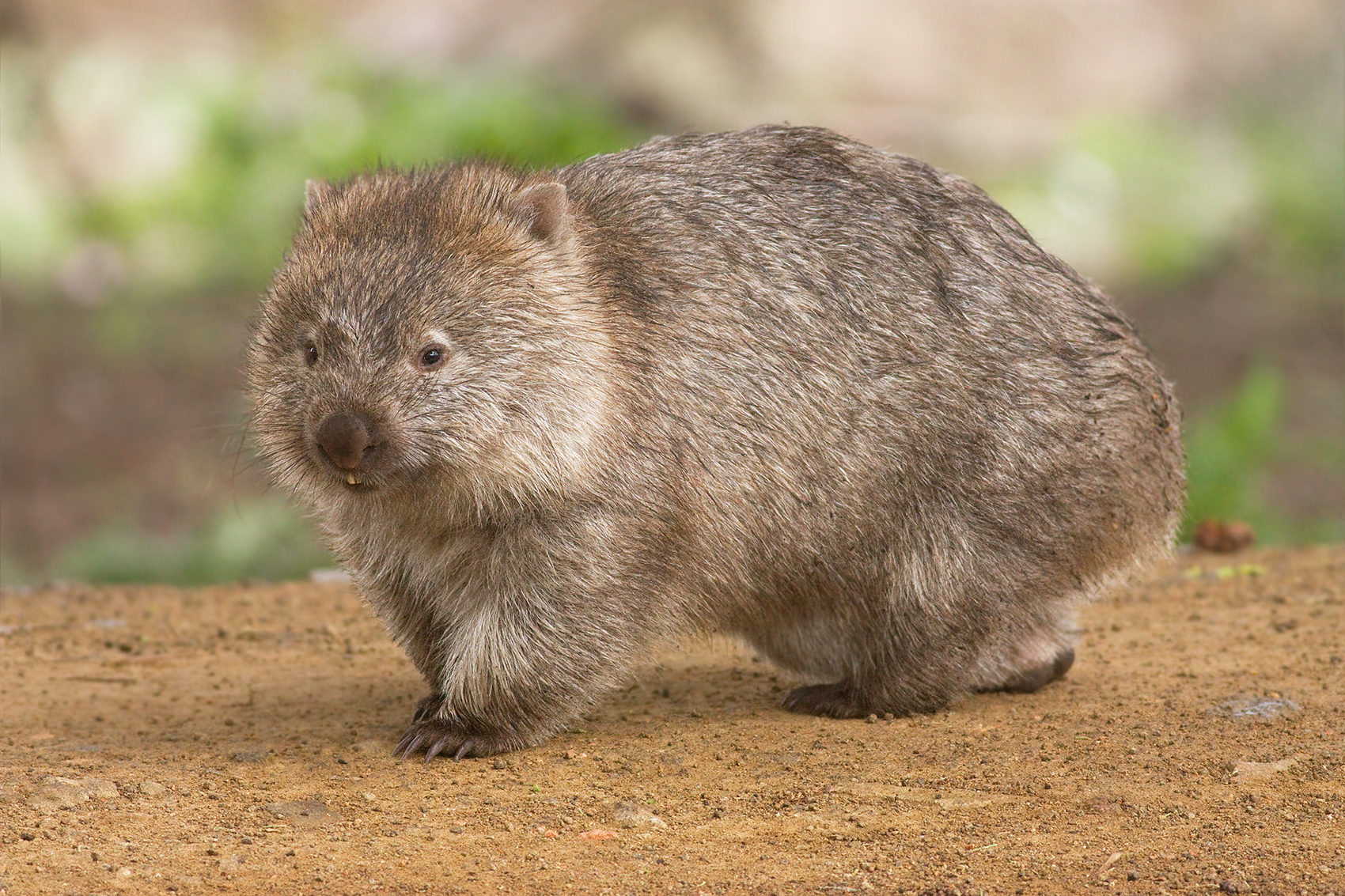